# Świerkówiec
Świerkówiec – wieś w Polsce położona w województwie kujawsko-pomorskim, w powiecie mogileńskim, w gminie Mogilno.
W latach 1954–68 w granicach miasta Mogilna.

## Podział administracyjny
W latach 1975–1998 miejscowość administracyjnie należała do województwa bydgoskiego.

## Demografia
Według Narodowego Spisu Powszechnego (III 2011 r.) liczyła 340 mieszkańców. Jest trzynastą co do wielkości miejscowością gminy Mogilno.